# Premier Division 2015-2016 (Gibilterra)
La Premier Division 2015-2016 è stata la 117ª edizione della massima serie del campionato di calcio di Gibilterra. La stagione è iniziata il 25 settembre 2015 e si è conclusa il 26 maggio 2016. Il Lincoln ha vinto il campionato per la ventiduesima volta, la quattordicesima consecutiva.

## Stagione

### Novità
Le squadre che partecipano al campionato sono passate da 8 a 10. Per questo dalla stagione 2014-2015 non vi sono state retrocessioni in Second Division. Da questa sono state promosse il Gibraltar United e gli Angels.

### Formula
Questa è la terza stagione di Gibilterra come membro della UEFA. La squadra vincitrice del campionato ha un posto nel primo turno della UEFA Champions League 2016-2017, qualora abbia la licenza UEFA, mentre un posto nel primo turno della UEFA Europa League 2016-2017 è riservato alla vincitrice della Rock Cup 2015-2016.

Le squadre si affrontano per tre volte per un totale di 27 giornate.
L'ultima classificata retrocede direttamente in Second Division, mentre la nona classificata gioca uno spareggio con la seconda classificata in Second Division per decidere l'ultimo posto in massima serie

## Squadre partecipanti
Tutte le squadre giocano nello stesso stadio, il Victoria Stadium con una capienza di 5000 spettatori.
| Squadra          | Posizione 2014-2015          |
| ---------------- | ---------------------------- |
| Angels           | 2º posto in Second Division  |
| Britannia XI     | 7º posto in Premier Division |
| Europa FC        | 2º posto in Premier Division |
| Gibraltar Utd    | 1º posto in Second Division  |
| Glacis United    | 6º posto in Premier Division |
| Lincoln Red Imps | Campione di Gibilterra       |
| Lions Gibraltar  | 8º posto in Premier Division |
| Lynx             | 4º posto in Premier Division |
| Manchester 62    | 5º posto in Premier Division |
| St Joseph's      | 3º posto in Premier Division |

## Classifica finale
|                       | Pos. | Squadra          | Pt | G  | V  | N | P  | GF  | GS  | DR   |
| --------------------- | ---- | ---------------- | -- | -- | -- | - | -- | --- | --- | ---- |
| Gibilterra (bandiera) | 1.   | Lincoln Red Imps | 76 | 27 | 25 | 1 | 1  | 130 | 9   | +121 |
|                       | 2.   | Europa FC        | 65 | 27 | 21 | 2 | 4  | 82  | 18  | +64  |
|                       | 3.   | St Joseph's      | 45 | 27 | 15 | 3 | 10 | 50  | 37  | +13  |
|                       | 4.   | Lions Gibraltar  | 45 | 27 | 14 | 3 | 10 | 49  | 44  | +5   |
|                       | 5.   | Lynx             | 35 | 27 | 11 | 2 | 14 | 37  | 40  | -3   |
|                       | 6.   | Manchester 62    | 32 | 27 | 9  | 5 | 13 | 41  | 49  | -8   |
|                       | 7.   | Glacis United    | 32 | 27 | 10 | 2 | 15 | 40  | 67  | -27  |
|                       | 8.   | Gibraltar Utd    | 29 | 27 | 9  | 2 | 16 | 28  | 57  | -29  |
|                       | 9.   | Britannia XI     | 26 | 27 | 8  | 2 | 17 | 35  | 84  | -49  |
|                       | 10.  | Angels           | 9  | 27 | 3  | 0 | 24 | 20  | 107 | -87  |

Legenda:
      Campione di Gibilterra e ammessa alla UEFA Champions League 2016-2017
      ammessa alla UEFA Europa League 2016-2017
      Retrocessa in Second Division 2016-2017
Note:
Tre punti a vittoria, uno a pareggio, zero a sconfitta.
La classifica viene stilata secondo i seguenti criteri:
- Punti conquistati
- Differenza reti generale
- Reti totali realizzate

## Risultati

### Partite (1-18)
|                  | Ang  | Bri  | Eur  | GiU  | Gla  | Lin  | LiG  | Lyn | Man | StJ |
| ---------------- | ---- | ---- | ---- | ---- | ---- | ---- | ---- | --- | --- | --- |
| Angels           | –––– | 0-3  | 2-3  | 1-2  | 0-3  | 0-13 | 0-3  | 1-2 | 1-5 | 0-3 |
| Britannia XI     | 3-1  | –––– | 1-4  | 1-1  | 2-3  | 0-1  | 0-4  | 0-1 | 0-2 | 4-3 |
| Europa FC        | 3-0  | 10-1 | –––– | 2-0  | 6-0  | 1-1  | 2-0  | 2-1 | 4-0 | 2-0 |
| Gibraltar United | 1-2  | 1-3  | 0-2  | –––– | 1-0  | 0-6  | 1-0  | 0-3 | 1-0 | 0-2 |
| Glacis United    | 0-2  | 0-3  | 0-2  | 1-2  | –––– | 1-6  | 6-0  | 0-2 | 1-1 | 3-5 |
| Lincoln          | 5-0  | 3-2  | 2-0  | 7-0  | 11-0 | –––– | 4-0  | 4-0 | 4-0 | 4-0 |
| Lions Gibraltar  | 2-0  | 1-0  | 0-3  | 3-0  | 5-0  | 0-2  | –––– | 1-1 | 0-1 | 3-1 |
| Lynx             | 6-0  | 0-3  | 1-2  | 3-0  | 0-1  | 0-2  | 1-2  | ––– | 2-2 | 1-0 |
| Manchester 62    | 4-1  | 0-2  | 1-1  | 1-0  | 1-0  | 0-4  | 2-3  | 1-2 | ––– | 0-1 |
| St Joseph's      | 4-0  | 1-1  | 3-1  | 4-0  | 3-0  | 0-2  | 1-1  | 1-0 | 2-0 | ––– |

### Partite (19-27)
|                  | Ang  | Bri  | Eur  | GiU  | Gla  | Lin  | LiG  | Lyn | Man | StJ |
| ---------------- | ---- | ---- | ---- | ---- | ---- | ---- | ---- | --- | --- | --- |
| Angels           | –––– |      | 0-3  | 1-7  |      |      | 0-1  | 1-2 | 1-6 |     |
| Britannia XI     | 4-3  | –––– | 1-16 | 0-2  |      |      | 1-4  | 0-2 |     |     |
| Europa FC        |      |      | –––– |      | 0-1  | 2-0  | 0-1  |     | 5-0 | 2-1 |
| Gibraltar United |      |      | 1-3  | –––– | 0-2  |      |      |     | 2-2 | 1-3 |
| Glacis United    | 6-1  | 1-0  |      |      | –––– | 1-4  |      | 2-1 |     |     |
| Lincoln          | 13-1 | 10-0 |      | 4-0  |      | –––– |      | 4-0 |     |     |
| Lions Gibraltar  |      |      |      | 1-3  | 6-3  | 1-7  | –––– | 4-1 |     |     |
| Lynx             |      |      | 0-1  | 0-1  |      |      |      | ––– | 2-0 | 2-4 |
| Manchester 62    |      | 6-0  |      |      | 1-3  | 0-4  | 2-2  |     | ––– | 3-0 |
| St Joseph's      | 0-1  | 4-0  |      |      | 2-2  | 0-3  | 2-1  |     |     | ––– |

## Spareggio promozione-retrocessione
La 9ª classificata in Premier Division (Britannia XI) ha sfidato la seconda classificata della Second Division (Mons Calpe) per un posto in Premier Division.
|              | Risultato |            | Luogo e data               |  |
| ------------ | --------- | ---------- | -------------------------- |  |
| Britannia XI | 1 - 2     | Mons Calpe | Gibilterra, 31 maggio 2016 |  |

## Verdetti finali
- Lincoln Red Imps (1º classificato) Campione di Gibilterra e qualificato alla UEFA Champions League 2016-2017.
- Europa FC (2º classificato) qualificato alla UEFA Europa League 2016-2017.
- Britannia XI (9º classificato) ed Angels (10º classificato) retrocessi in Second Division.